# Sciadopitys
Sciadopitys es un género de coníferas endémicas de Japón . El único miembro vivo de la familia Sciadopityaceae es Sciadopitys verticillata, un fósil viviente.
Los fósiles más antiguos de Sciadopitys son del Cretácico Superior de Japón, y el género estuvo muy extendido en Laurasia durante la mayor parte del Cenozoico, especialmente en Europa hasta el Plioceno .
Si bien Sciadopitys era una conífera ampliamente extendida en el pasado, hoy en día su distribución se encuentra restringida a la parte sur de la isla de Honshu y en las islas de Shikoku y Kyüshü.
Se encuentra en bosques mixtos en altitudes entre 500 y 1.000 m, en áreas de alta precipitación y humedad.